# Amphaces
Amphaces is een geslacht van wantsen uit de familie van de Acanthosomatidae (Kielwantsen). Het geslacht werd voor het eerst wetenschappelijk beschreven door Dallas in 1851.

## Soorten
Het genus bevat de volgende soorten:

- Amphaces elongata Distant, 1910
- Amphaces ferruginea Dallas, 1851
- Amphaces major Jensen-Haarup, 1928
- Amphaces minor Jensen-Haarup, 1928
- Amphaces proxima Dallas, 1851
- Amphaces subrufescens (Van Duzee, 1905)